# Klein oranje zandschijfje
Het klein oranje zandschijfje (Byssonectria aggregata) is een schimmel behorend tot de familie Pyronemataceae. Het leeft saprotroof in heide en heischrale graslanden, op afstervende mossen of algen, soms ook op brandplekken.

## Kenmerken
Vruchtlichamen vormen groepen. Ze zijn oranjegeel, halfrond, licht concaaf of volledig vlak, met een tere vliezige rand, dun behaard, licht verzonken in de grond. Vruchtlichamen hebben een diameter van 1-3 mm. Het bovenste (hymeniale) oppervlak is glad, terwijl het onderste, steriele oppervlak iets bleker en ruw is. Vruchtlichamen zijn aanvankelijk bolvormig, maar worden afgeplat naarmate ze ouder worden. 
De asci zijn 8-sporig, cillindrisch tot ovaal en meten 220–250 × 12–13 µm. De ascosporen zijn glad, niet-amyloïde, spoelvormig, aan beide uiteinden licht afgerond en bevatten twee bolvormige guttules, die elk ook een gutula bevatten en meten 17-24 × 8-10 µm.

## Ecologie
Hij komt voor op aarde en rottend plantaardig materiaal, vaak bij brandhaarden, dierlijke uitwerpselen en soms op grond met een hoog stikstofgehalte door urine.

## Verspreiding
Hij komt voor op alle continenten behalve Antarctica. In Europa komt het in het hele gebied voor; van de Middellandse Zee tot het noordelijke puntje van het Scandinavisch schiereiland en van IJsland tot de Oeral.
In Nederland komt het klein oranje zandschijfje vrij algemeen voor. Het staat op de rode lijst in de categorie 'kwetsbaar'.

## Foto's

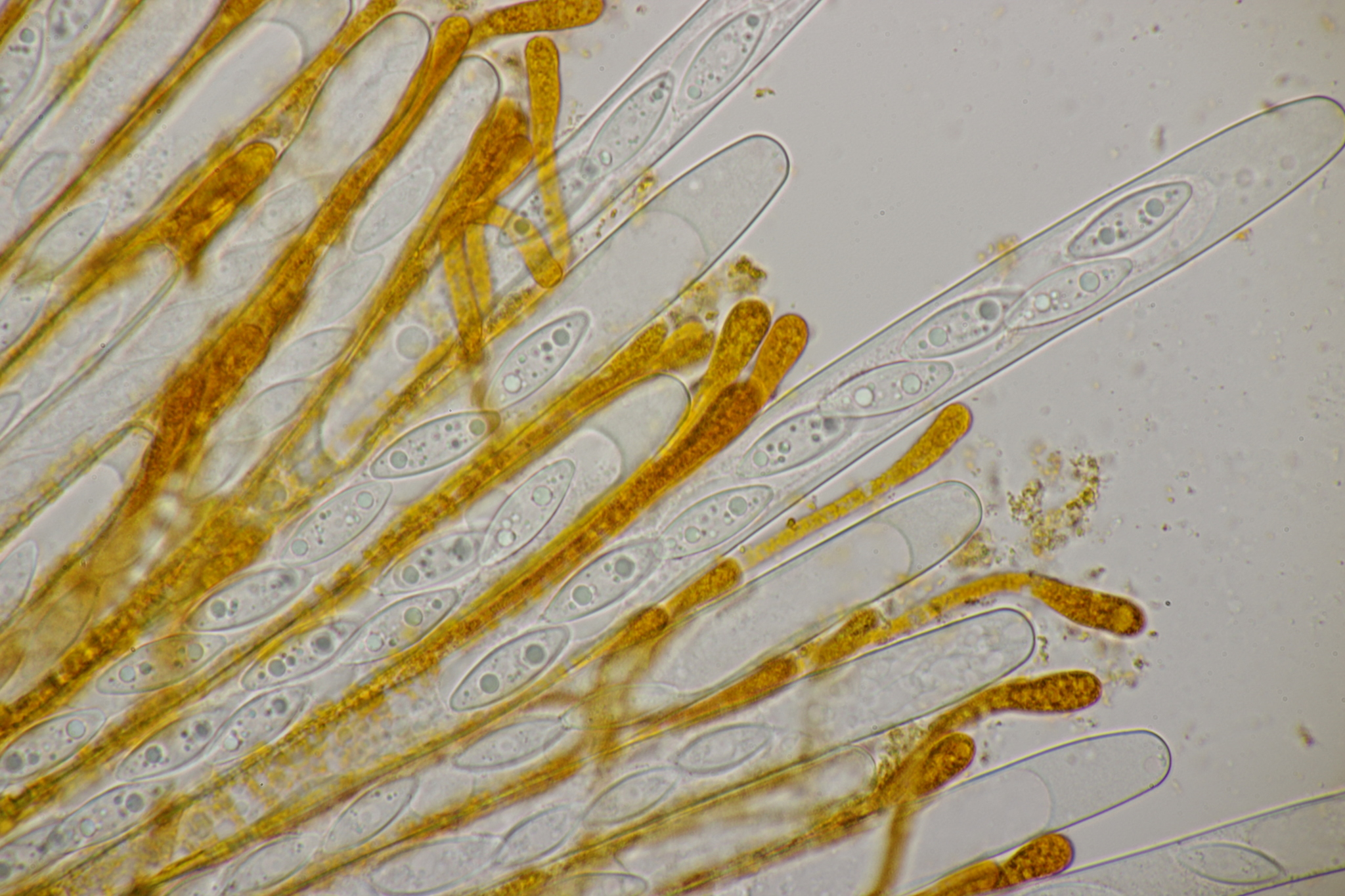
Asci met sporen